# Texas Bowl 2022
Match précédent Match suivant
Le Texas Bowl 2022 est un match de football américain de niveau universitaire joué après la saison régulière de 2021, le 4 janvier 2022 au NRG Stadium situé à Houston dans l'État du Texas aux États-Unis.
Il s'agit de la 15e édition du Texas Bowl.
Le match met en présence l'équipe des Tigers de LSU issue de la Southeastern Conference et l'équipe des Wildcats de Kansas State issue de la Big 12 Conference.
Il débute à 19 h 45 locales et est retransmis à la télévision par ESPN.
Sponsorisé par la société TaxAct, le match est officiellement dénommé le 2022 TaxAct Texas Bowl.
Kansas State gagne le match sur le score de 42 à 20.

## Présentation du match
| Équipes                                                                                               | Conférences | Entraîneurs                    | Stats. saison rég. | Classements avant le bowl | Classements avant le bowl | Classements avant le bowl |
| --- | ----------- | ------------------------------ | ------------------ | ------------------------- | ------------------------- | ------------------------- |
| Équipes                                                                                               | Conférences | Entraîneurs                    | Stats. saison rég. | CFP                       | AP                        | Coaches                   |
| Tigers de LSU                                                                                         | SEC         | Brad Davis (en) (intérim)      | 6 - 6              | NC                        | NC                        | NC                        |
| Wildcats de Kansas State                                                                              | B12         | Chris Klieman (en) (5e saison) | 7 - 5              | NC                        | NC                        | NC                        |
| - Arbitre : John O'Neill (Big Ten) ; - Équipe donnée favorite par les bookmakers : LSU par 2½ points. |             |                                |                    |                           |                           |                           |

Il s'agit de la 2e rencontre entre les deux équipes :
| Saison | Date             | Vainqueur    | Score  | Perdant | Compétition                  |
| ------ | ---------------- | ------------ | ------ | ------- | ---------------------------- |
| 1980   | 3 septembre 1980 | Kansas State | 21 - 0 | LSU     | Saison régulière, joué à LSU |

### Wildcats de Kansas State
Avec un bilan global en saison régulière de 7 victoires et 5 défaites (4-5 en matchs de conférence), Kansas State est éligible et accepte l'invitation pour participer au Texas Bowl de 2022.
Ils terminent 5e de la Big 12 Conference derrière no 9 Oklahoma State, no 7 Baylor, no 16 Oklahoma et Iowa State.
À l'issue de la saison 2021, ils n'apparaissent pas dans les classements CFP, AP et Coaches.
Il s'agit de leur 3e participation au Texas Bowl :
| Logo | Saisons          | Dates            | Vainqueurs   | Scores       | Finalistes | Bilan |
| ---- | ---------------- | ---------------- | ------------ | ------------ | ---------- | ----- |
|      | 2016             | 28 décembre 2016 | Kansas State | 33 - 28      | Texas A&M  | 1 - 1 |
| 2005 | 28 décembre 2005 | #16 Rutgers      | 37 - 10      | Kansas State | 0 - 1      |       |

### Tigers de LSU
Avec un bilan global en saison régulière de 6 victoires et 6 défaites (3-5 en matchs de conférence), LSU est éligible et accepte l'invitation pour participer au Texas Bowl de 2022.
Ils terminent derniers de la Division Ouest de la Southeastern Conference.
À l'issue de la saison 2021, ils n'apparaissent pas dans les classements CFP, AP et Coaches.
Il s'agit de leur 2e participation au Texas Bowl :
| Logo | Saisons | Dates            | Vainqueurs | Scores  | Finalistes | Bilan |
| ---- | ------- | ---------------- | ---------- | ------- | ---------- | ----- |
|      | 2015    | 29 décembre 2015 | #22 LSU    | 56 - 27 | Texas Tech | 1 - 0 |